# Fuentesoto (kommunhuvudort)
Fuentesoto är en kommunhuvudort i Spanien.   Den ligger i provinsen Provincia de Segovia och regionen Kastilien och Leon, i den centrala delen av landet, 120 km norr om huvudstaden Madrid. Fuentesoto ligger 938 meter över havet och antalet invånare är 165.
Terrängen runt Fuentesoto är platt åt nordväst, men åt sydost är den kuperad. Runt Fuentesoto är det mycket glesbefolkat, med 3 invånare per kvadratkilometer. Närmaste större samhälle är Sacramenia, 5,5 km nordväst om Fuentesoto. Trakten runt Fuentesoto består till största delen av jordbruksmark.